# Robin tom Rink
Robin tom Rink (* 19. Januar 1982 in Münster) ist ein deutscher Musiker und Lyriker.

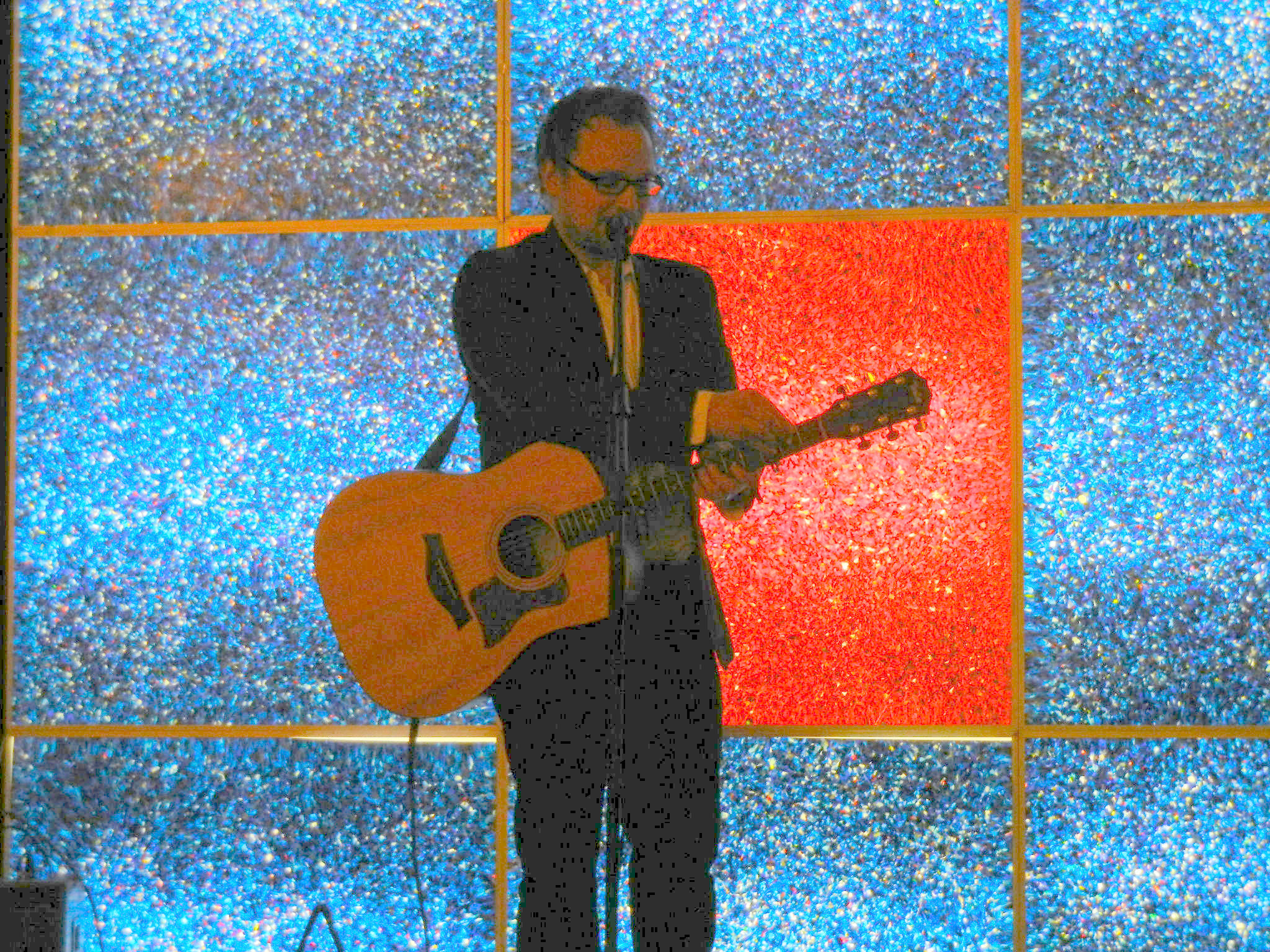
Robin tom Rink live in Köln 2012

## Geschichte
Nach dem Abitur verließ Robin tom Rink seine Heimatstadt Münster und zog nach Berlin. Dort sammelte er seine ersten Erfahrungen als Musiker und Texter. Im Jahr 2007 zog er nach Paris, wo er sein erstes von der Kritik positiv aufgenommenes Album The Dilettante schrieb, welches im Juni 2009 erschien. So schrieb beispielsweise der Rolling Stone über ein „fabelhaftes, sofort zu Herzen gehendes Debüt“.
Daraufhin spielte er Touren und Konzerte mit u. a. Heather Nova, Scott Matthew, Drag The River, Chris Wollard (Hot Water Music) and The Ship Thieves, Eleni Mandell und Nigel Harrison (Blondie).
Robin tom Rink schreibt auch Texte für andere Bands. Beispielsweise schrieb er einige Texte für das Album Planet Planet der Berliner Band Elyjah. Dieses Album landete in der Visions im Soundcheck der Ausgabe #201 auf Platz 3 sowie im Jahrespoll der Ausgabe #202 auf Platz 2 der Postrock Charts.
2010 wurde er zum Festival Eurosonic Noorderslag in Groningen eingeladen.
Ende 2016 erschienen seine Texte in der zehnbändigen Lyrikreihe der Edition Yara aus Wien, herausgegeben von Bernadette Schiefer.
Im Januar 2017 erschien das Album The Small Hours, welches von Ekimas produziert wurde. Auf dem Album spielen u. a. Ekki Maas, Christian Wübben (beide Erdmöbel) sowie Peter Protschka. Es wurde von der Musikpresse, z. B. vom Rolling Stone oder der Visions, positiv besprochen, aber auch von anderen überregionalen Medien wie Stern.de, Focus und MDR Kultur.
Im August 2019 spielte er auf Einladung der Cité Internationale des Arts in Paris.
Im Dezember 2024 wurde das Album I’m Afraid of Shards veröffentlicht, das von Ekki Maas produziert wurde.
Seine Musik wurde häufig mit der von Tom Waits, Leonard Cohen oder Jacques Brel verglichen.
Robin tom Rink ist verheiratet und lebt mit seiner Frau in Köln.

## Diskografie

### Alben
- 2009: The Dilettante (viva hate records/cargo)
- 2009: Planet Planet (klimbim records/cargo) mit Elyjah
- 2012: The Shorelines – live (solliciteur records)
- 2017: The Small Hours (makemydayrecords/indigo[3])
- 2024: I’m Afraid of Shards (poly unique records)

### EPs
- 2006: Into the Haze
- 2010: Thoughts from the Lighthouse (blowgoldrecords/cargo)
- 2012: The Shorelines-live ep (solliciteur records)

### Singles
- Sugar We are Going Down (Radio)
- Whatever Evaporates (Radio)
- Little One (Radio/Video)
- I Cannot Sleep (Radio)
- From Here

### Kompilationen
- Rolling Stone; New Noises 95
- Visions; All Areas 105

## Bücher
- 2016: Lyrics. Edition Yara, ISBN 978-3-9504308-13.

## Auszeichnungen
- 2019: Stipendium der Cité Internationale des Arts Paris